# 112-та гвардійська ракетна бригада (СРСР)
112-та гвардійська ракетна Новоросійська ордена Леніна, двічі Червонопрапорна, орденів Суворова, Кутузова, Богдана Хмельницького і Олександра Невського бригада (112 гв. РБр, пп 64563) — ракетне з'єднання Радянської армії чисельністю в бригаду.
У 1992 році перейшла в юрисдикцію Збройних сил Російської Федерації.

## Історія
У роки німецько-радянської війни був сформований 69-й гвардійський гарматний артилерійський полк.
Згодом полк переформований як 40-ва гвардійська гарматна артилерійська бригада. Брала участь у боях за Новоросійськ, форсувала Дніпро й Одер та брала участь у штурмі Берліна.
У березні 1960 року 40-ву гвардійську гарматну артилерійську бригаду було перетворено на 112-ту ракетну бригаду (в/ч 64563), дислокувалася в місті Нойруппін НДР у складі 2-ї гвардійської танкової армії ГРВН. У квітні 1961 року бригаді повернули гвардійське звання, нагороди та почесне найменування, заслужені 40-ю гвардійською бригадою.
З 1991 року 112-та гвардійська ракетна бригада дислокувалася в місті Шуя Іванівської області.
У 1992 році перейшла в юрисдикцію Збройних сил Російської Федерації.